# Самсонове (Новоазовська міська громада)
Самсо́нове — село Новоазовської міської громади Кальміуського району Донецької області, Україна. Відстань до райцентру становить близько 6 км і проходить автошляхом E58.
Біля села розташований орнітологічний заказник загальнодержавного значення «Єланчанські бакаї».
Унаслідок російської військової агресії із серпня 2014 р. Самсонове перебуває на тимчасово окупованій території.

## Символіка
Дві гілочки вишні у главі символізують німецьку назву села Neu-Kirschwald (Ной-Кіршвальд), або ж Новий Вишневий Ліс. На честь лютеранців, на гербі зображена Троянда Лютера. Сірі журавлі символізують на гербі орнітологічний заказник загальнодержавного значення «Єланчанські бакаї» - мілководну солону лагуну з мулистим дном та глибиною не більше 1 метра. В нижній частині щита - срібне зубчасте поле символізує Азовське море.

## Історія
Ной-Кіршвальд/Neu-Kirschwald (Вишнувата; також Вишнівський) до 1917 — лютеранське село області Війська Донського, Таганрозький округ Мокро-Яланчацька/Анастасієвська волості; у радянські часи — Сталінська область, Будьонівський (Ново-Миколаївський) район. НА правому березі річки Грузький Яланчик. Засновники з колонії Рібенсдорф. Лютеранський прихід Розенфельд. Мешканців: 45 (1904), 231 (1915), 28 (1924).
7 (20) листопада 1917 року, відповідно до Третього Універсалу Української Центральної Ради, увійшло до складу Української Народної Республіки.  

## Населення
За даними перепису 2001 року населення села становило 378 осіб, із них 79,1 % зазначили рідною мову українську та 20,9 % — російську.